# صوفی (هوراند)
صوفی یکی از روستاهای استان آذربایجان شرقی است که در دهستان چهاردانگه بخش مرکزی شهرستان هوراند واقع شده‌است. این روستا ۳ خانوار جمعیت دارد.